# Río La Leona
El río La Leona es un río de la Argentina, en el que vierte sus aguas el lago Viedma. Está ubicado en la provincia patagónica de Santa Cruz. A sus orillas se encuentra el pequeño paraje La Leona.

## Toponimia
Recibe este nombre pues a su orilla fue atacado por una hembra de puma (vulgarmente llamada "leona") el perito Moreno, durante su expedición a las nacientes del río Santa Cruz en el verano de 1877.

## Datos
Nace en el lago Viedma y desemboca en el lago Argentino. Sus aguas son de color verde lechoso debido a su origen glaciario. 
En las nacientes del río La Leona, casi a orillas del lago Viedma, se encuentran los restos del aike o paradero aonikenk llamado Orr Aiken.